# 竹内家
竹内家（たけのうちけ / たけうちけ）は清和源氏平賀氏庶流の公家・華族の家。公家としての家格は半家、華族としての家格は子爵家。

## 概要
いわゆる堂上源氏で家系は清和源氏の一家系・河内源氏傍流の信濃源氏平賀氏の一族の流れである。大内惟信の系統である竹内信治（左近将監）・氏治（竹内大夫）父子が竹内を称したのに始まる。家業は弓箭と笙と和歌。
文明18年（1486年）には竹内基治が久我家領の摂津国大島荘の百姓達に対して書状を送っている。また基治は永正元年（1504年）8月10日に昇殿を許されて諸大夫層の筆頭となっており、中御門宣胤は「諸大夫昇進事、非普通儀」と反応している。
永正17年（1520年）5月22日に山城国久我荘の在地百姓である五郎左衛門が提出した起請文によると、何らかの不忠によって処刑されそうになった五郎左衛門を「少将」という人物の侘言のために助命されたという。大永6年（1526年）の「小寺有勝起請文」には「竹内少々殿」とあり、当時「少将」を称した竹内氏の人物がいたことがわかる。
天文14年（1545年）8月吉日の「竹内季治他四名連署起請文」には竹内宮内少輔季治と源十郎一治の名前が見え、久我家の家僕として荘務をこなしていた竹内氏は久我荘内祭礼の神事頭役を（経済的な負担をして）担い千種祭に参加することで名主としての地位を確立することができたと考えられる。
久我家の諸大夫だった氏治の子孫の正三位大膳大夫・竹内季治（1518年 – 1571年）の時代、将軍・足利義輝の執奏によって竹内家は堂上家に加えられた。しかし、季治は織田信長のことを「熟したイチジクの如く木より地上に落ちるだろう」と評したために信長の逆鱗に触れ、元亀2年（1571年）9月18日に近江永原で斬首された。
竹内惟庸は冷泉派の歌人で歌道の名人として知られた。その継嗣・惟永以後は冷泉家一門の藤谷家からの養子が続き、冷泉派の和歌の家となった。
極位極官は正三位非参議だったが、孝治（惟庸の祖父）、惟庸、惟永は特に従二位に叙されている。
江戸時代の家禄は187石。
明治2年（1869年）6月17日（1869年7月25日）に公家と大名家が統合されて華族制度が誕生すると竹内家も公家として華族に列し、明治17年（1884年）7月7日の華族令施行で華族が五爵制になると、大納言直任の例がない旧堂上家として治則が子爵に叙位された。